# Buda Anomadassi
Buda Anomadassi fue uno de los 28 budas. Su nombre significa "Visión Impecable". Nació en Candavari, vivió en Upasiri y luego en el monasterio Dhammarama. Fue conocido en sus tiempos por realizar el milagro gemelo en las puertas de Osadhi (Sankassa).
El Buda Anomadassi ayudó al menos a ochenta mil de sus seguidores a obtener el estado de Arhat. Entre sus seguidores más notables estuvieron los reyes Soreyya y Uppala. También tuvo un hijo llamado Upavana.
El Budavamsa dice sobre Anomadassi que "Los seres vivos se alegraban con sólo verle. Aquellos que escucharan su voz mientras hablaba lograrían la inmortalidad".